# Satz von Dembowski-Wagner
Der Satz von Dembowski-Wagner ist eines der klassischen Theoreme aus dem mathematischen Teilgebiet der Endlichen Geometrie, welches im Übergangsfeld zwischen Kombinatorik und endlicher Geometrie liegt. Der Satz geht auf die beiden Mathematiker Peter Dembowski und Ascher Wagner zurück und formuliert eine Anzahl von Kriterien, nach denen ein symmetrischer Blockplan als projektiver Raum aufgefasst werden kann.

## Formulierung des Satzes
Gegeben sei ein symmetrischer {\displaystyle 2{\text{-}}(v,k,\lambda )}-Blockplan {\displaystyle {\mathcal {D}}=({\mathfrak {p}},{\mathfrak {B}},\in )} mit {\displaystyle {\mathfrak {B}}\subsetneqq {\tbinom {\mathfrak {p}}{k}}}, wobei die Inzidenzrelation mit der Elementrelation identisch sei. Für die Ordnung {\displaystyle n=k-\lambda } von {\displaystyle {\mathcal {D}}} seien dabei {\displaystyle n>1} und {\displaystyle \lambda >1}.
Dann sind gleichwertig:
(B1) {\displaystyle {\mathcal {D}}} ist einer Inzidenzstruktur isomorph, welche von den Punkten und den Hyperebenen eines endlichen projektiven Raums zusammen mit der Elementrelation als Inzidenzrelation gebildet wird, wobei die {\displaystyle {\mathcal {D}}}-Blöcke und die Hyperebenen einander entsprechen.
(B2) Jede Gerade von {\displaystyle {\mathcal {D}}} schneidet jeden Block.
(B3) Auf jeder Geraden von {\displaystyle {\mathcal {D}}} liegen exakt {\displaystyle 2+{\frac {n-1}{\lambda }}} Punkte.
(B4) Je drei nicht kollineare Punkte von {\displaystyle {\mathcal {D}}} inzidieren stets mit derselben Anzahl von Blöcken.
(B5) Jede Ebene von {\displaystyle {\mathcal {D}}} ist in genau {\displaystyle {\frac {\lambda (\lambda -1)}{n+\lambda -1}}} Blöcken enthalten.

## Erläuterungen und Anmerkungen
1. In einem projektiven Raum ist eine Hyperebene ein maximaler echter Teilraum. Eine Hyperebene zeichnet sich also dadurch aus, dass sie allein in dem projektiven Raum selbst als Teilraum enthalten, jedoch nicht mit diesem identisch ist und dabei von keinem dritten Teilraum umfasst wird.
2. Eine Gerade {\displaystyle g} von {\displaystyle {\mathcal {D}}} ist eine echte Teilmenge von {\displaystyle {\mathfrak {p}}}, welche aus zwei verschiedenen Punkten {\displaystyle P,Q} von {\displaystyle {\mathcal {D}}} entsteht. Dazu wird über alle {\displaystyle \lambda } Blöcke, welche sowohl {\displaystyle P} als auch {\displaystyle Q} enthalten, die Schnittmenge gebildet. Man nennt {\displaystyle g} die Gerade durch {\displaystyle P} und {\displaystyle Q} und schreibt {\displaystyle g=PQ} o. ä. Man sagt dann auch, dass {\displaystyle P} und {\displaystyle Q} auf der Geraden {\displaystyle g} liegen.
3. Man sagt, eine Gerade {\displaystyle g} schneidet einen Block {\displaystyle B\in {\mathfrak {B}}}, wenn ein mit {\displaystyle B} inzidenter Punkt existiert, welcher auf der Geraden {\displaystyle g} liegt; m. a. W. wenn {\displaystyle g\cap B\neq \emptyset } ist.
4. Kollineare Punkte zeichnen sich dadurch aus, dass sie auf einer (dann notwendigerweise eindeutig bestimmten) Geraden liegen.
5. Jede {\displaystyle {\mathcal {D}}}-Ebene {\displaystyle \epsilon } entsteht aus drei verschiedenen nicht kollinearen Punkten {\displaystyle P,Q,R} von {\displaystyle {\mathcal {D}}}. Solche drei Punkte bilden dann ein Dreieck. Genauso wie bei den Geraden wird für dieses Dreieck die Schnittmenge all derjenigen Blöcke gebildet, welche es enthalten und man erhält die von {\displaystyle P,Q,R} aufgespannte Ebene {\displaystyle \epsilon }. Man schreibt dafür kurz {\displaystyle \epsilon =PQR} o. ä.
6. Die oben angegebenen Anzahlen finden sich in der Literatur auch in anderer, aber gleichwertiger Darstellung. Wegen der Parameterbedingungen und der Symmetrieeigenschaft von {\displaystyle {\mathcal {D}}} gilt u. a.:
  1. {\displaystyle v=2n+\lambda +{\frac {n(n-1)}{\lambda }}}.
  2. {\displaystyle {\frac {v-\lambda }{k-\lambda }}={\frac {b-\lambda }{r-\lambda }}=1+{\frac {v-1}{k}}=2+{\frac {n-1}{\lambda }}}.
  3. {\displaystyle {\frac {\lambda (\lambda -1)}{k-1}}={\frac {\lambda (\lambda -1)}{n+\lambda -1}}={\frac {k(\lambda -1)}{v-1}}={\frac {\lambda k-r}{v-1}}}.
7. Aus der obigen Darstellung ergibt sich, dass {\displaystyle \lambda } ein Teiler von {\displaystyle n-1} ist und dass aus Ganzzahligkeitsgründen auf jeder Geraden mindestens {\displaystyle 3} verschiedene Punkte liegen.
8. Bei manchen Autoren wird unter dem Satz von Dembowski-Wagner auch {\displaystyle \lambda =1} zugelassen.[6][7] In dieser Version des Satzes wird die Möglichkeit mit abgedeckt, dass {\displaystyle {\mathcal {D}}} einer projektiven Ebene isomorph ist. Die in dieser Version des Satzes genannten Bedingungen sind im Kern die obigen ohne (B5). Jedoch ist der Fall {\displaystyle \lambda =1} in der Originalarbeit von Dembowski und Wagner ausdrücklich ausgenommen.[8]
9. In der Originalarbeit von Dembowski und Wagner werden noch weitere äquivalente Bedingungen genannt, unter denen ein symmetrischer Blockplan als projektiver Raum aufgefasst werden kann. Diese werden jedoch in der aktuellen Literatur oft gar nicht oder nur am Rande erwähnt. Es handelt sich um Transitivitätsforderungen an die zu {\displaystyle {\mathcal {D}}} gehörigen Automorphismengruppe, so etwa deren transitive Operation auf die Menge der Dreiecke von {\displaystyle {\mathcal {D}}}.[8][9][10]
10. Es gibt mehrere Verallgemeinerungen des Satzes von Dembowski-Wagner. In einer davon ist etwa {\displaystyle {\mathcal {D}}} zunächst nur als einfacher Blockplan vorausgesetzt und ohne dabei von vornherein die Symmetrie zu fordern. Die Symmetrie ergibt sich dann zugleich mit den weiteren Bedingungen.[11][12][13] Eine weitere Verallgemeinerung wird im Folgenden gebracht.

## Verallgemeinerung nach Kantor
In Hinblick auf die oben angesprochene Frage der Einbeziehung der endlichen projektiven Ebenen in den Satz von Dembowski-Wagner ist das im Folgenden aufgeführte Resultat von William Kantor von Interesse, welches diese Frage in den Zusammenhang der Matroidtheorie bringt und den Satz dabei verallgemeinert. Das Resultat von Kantor besagt (kurzgefasst):
Die symmetrischen {\displaystyle 2}-Blockpläne, deren Blöcke sich als Hyperebenen von Matroiden verstehen lassen, fallen mit den endlichen projektiven Geometrien zusammen.
Hier kommt ein verallgemeinerter Hyperebenenbegriff zum Tragen. Man versteht nämlich für ein Matroid {\displaystyle {\mathcal {M}}} mit zugehörigem Hüllenoperators {\displaystyle \sigma } unter einer Hyperebene eine unter {\displaystyle \sigma } abgeschlossene echte Teilmenge von {\displaystyle {\mathcal {M}}}, welche bezüglich dieser Eigenschaft maximal ist.
Damit gilt genauer:
Für den symmetrischen {\displaystyle 2{\text{-}}(v,k,\lambda )}-Blockplan {\displaystyle {\mathcal {D}}=({\mathfrak {p}},{\mathfrak {B}},\in )} mit {\displaystyle \lambda \in \mathbb {N} } und {\displaystyle {\mathfrak {B}}\subsetneqq {{\mathfrak {p}} \choose k}(k\geq 3)} sind folgende Bedingungen gleichwertig:

(K1) {\displaystyle {\mathfrak {B}}} stellt die Menge der Hyperebenen eines auf {\displaystyle {\mathfrak {p}}} definierten Matroids dar.
(K2) Entweder ist
{\displaystyle \lambda =1} und {\displaystyle {\mathcal {D}}} ist aufzufassen als eine auf {\displaystyle {\mathfrak {p}}} definierte projektive Ebene der Ordnung {\displaystyle n=k-\lambda }, deren Geradenmenge mit {\displaystyle {\mathfrak {B}}} zusammenfällt,
      oder
es ist {\displaystyle \lambda >1} und {\displaystyle {\mathcal {D}}} ist aufzufassen als ein auf {\displaystyle {\mathfrak {p}}} definierter projektiver Raum, dessen Hyperebenenmenge mit {\displaystyle {\mathfrak {B}}} zusammenfällt.